# Nephrochirus copulatus
Nephrochirus copulatus är en spindelart som beskrevs av Simon 1910. Nephrochirus copulatus ingår i släktet Nephrochirus och familjen dansspindlar.
Artens utbredningsområde är Namibia. Inga underarter finns listade i Catalogue of Life.